# 현대 그리스어
현대 그리스어(Νέα Ελληνικά 또는 Νεοελληνική)는 오늘날 쓰이는 여러 그리스어를 이르는 말이다. 그리스어에서 "근대(modern, 현대)"의 시작은 종종 상징적으로 1453년 비잔티움 제국의 멸망으로 잡는데, 사실 이 시기는 분명한 언어의 경계선이 아니며, 이보다 수 백년 전(기원전 3세기~기원후 10세기까지)부터 현대 그리스어의 여러 특징이 나타났다. 그리스어의 역사에서 '근대'에 그리스어는 양층언어 상태였으며, 지역 방언이 있었다. 특히 유명한 언어는 19세기와 20세기에 통속적인 민중 그리스어와 교양있는 카타레부사 그리스어를 들 수 있다. 오늘날 민중 그리스어에 기반을 둔 표준 현대 그리스어는 그리스와 키프로스의 공식 언어이다. 그리스어는 오늘날 약 1400~1700만 인구가 주로 그리스와 키프로스에서 쓰고 있으며, 세계 여러 나라에 그리스 출신 이민자 집단도 쓰고 있다.